# Wi-Fi 7

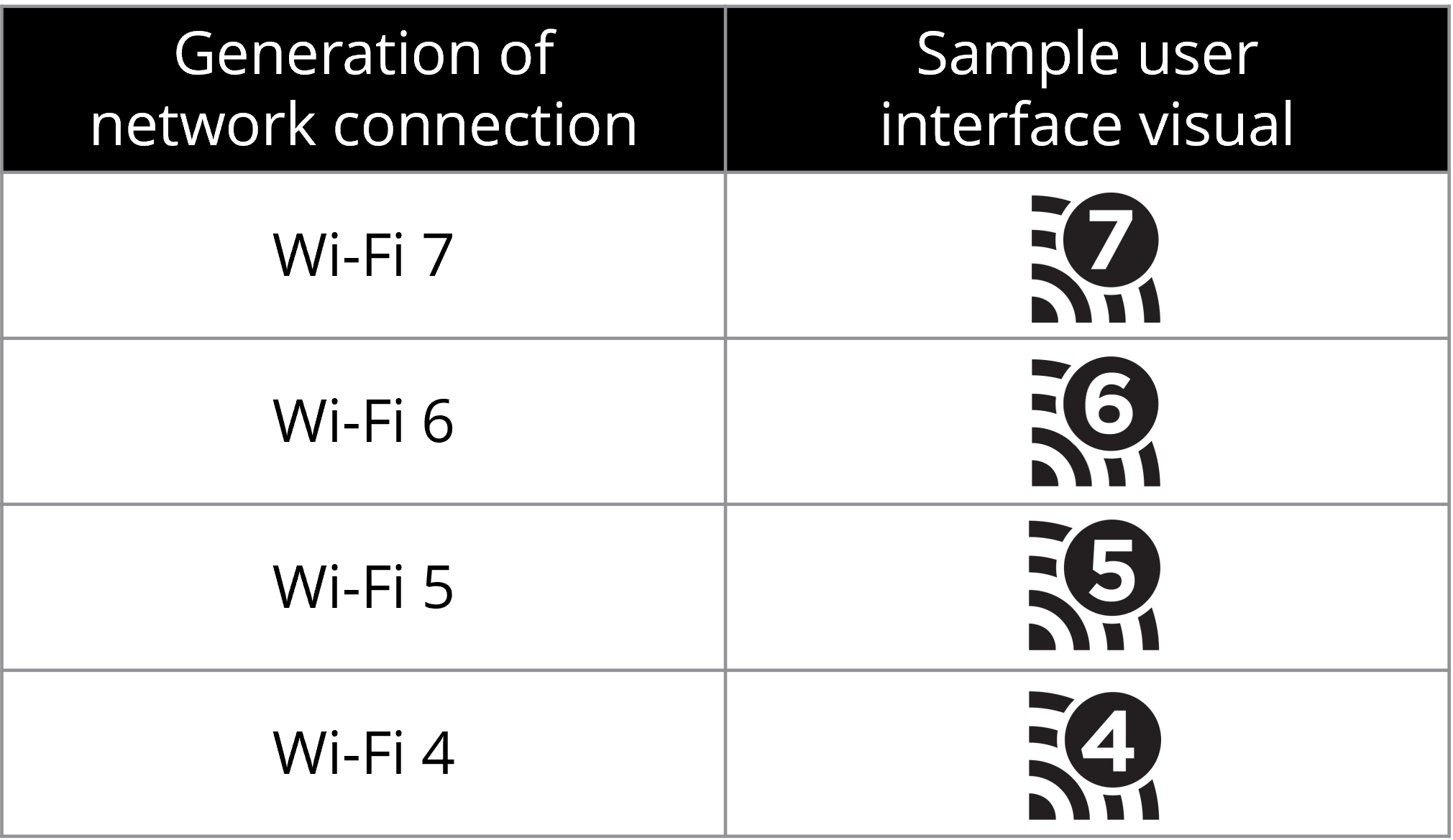

Wi-Fi 7, nebo také IEEE 802.11be je označení pro IEEE 802.11be standard bezdrátové komunikace typu Wi-Fi (IEEE 802.11) poskytující vysokou datovou propustnost až 46,1 Gb/s v bezdrátových sítích na frekvencích 2,4, 5 a 6 GHz se šířkou pásma až 320 MHz a 16 streamů. Signál je modulován efektivněji pomocí 4096-QAM oproti předešlé 1024-QAM a má tedy o 25 procent větší propustnost v poměru ke stejné frekvenci, což je vykoupeno nižším dosahem. Návrh tohoto standardu vychází z předešlých standardů Wi-Fi 6 a 6E, ke kterým přidává kromě 4,8 násobné rychlosti také další funkce.
Dne 20. září 2022 společnost Huawei představila první přístupový bod Wi-Fi 7 na trhu. Stalo se tak na akci HUAWEI CONNECT 2022 v Bangkoku. V prodeji je větší počet zařízení od roku 2023. Certifikace od Wi-Fi Alliance pro zařízení s označením Wi-Fi Certified 7 běží od ledna 2024. Přestože se dokončení standardu v roce 2024 nestihlo, technické specifikace jsou prakticky hotové.

## Technologické inovace
Z technického hlediska přináší WiFi 7 několik klíčových inovací:
1. Vyšší rychlosti přenosu dat: Díky technologii, která umožňuje využití širších frekvenčních kanálů až do 320 MHz a pokročilejší modulační techniky 4096-QAM, může WiFi 7 dosahovat rychlostí přesahujících 30 Gbps. Toto zvýšení rychlosti je kritické pro aplikace, které generují velké množství dat, jako je streamování videa ve 4K/8K rozlišení nebo cloudové hraní her.
2. Multi-Link Operation (MLO): Jednou z revolučních vlastností WiFi 7 je schopnost MLO, která umožňuje zařízením využívat více frekvenčních pásem současně. To znamená, že WiFi 7 zařízení může přenášet data přes různé pásmo 2.4 GHz, 5 GHz a 6 GHz zároveň, což optimalizuje výkon sítě tím, že minimalizuje rušení a zvyšuje celkovou spolehlivost spojení.
3. Vylepšená efektivita a stabilita: Významné pokroky v technologii OFDMA a MU-MIMO, které WiFi 7 dále rozvíjí, umožňují efektivnější a stabilnější spojení i v prostředích s vysokou hustotou sítí. To je zásadní pro podnikové prostředí a veřejné prostory, kde mnoho zařízení sdílí stejné spektrum.